# Cambridge Five
De Cambridge Five (soms ook wel aangeduid als de Cambridge Four) was een groep van Britse spionnen die tijdens de Tweede Wereldoorlog en de jaren vijftig geheime informatie doorspeelde naar de Sovjet-Unie.
De leden waren: 
- Anthony Blunt (codenaam Johnson)
- Guy Burgess (codenaam aanvankelijk Mädchen, later Hicks)
- Donald Maclean (codenaam Homer)
- Kim Philby (codenaam Stanley)
- John Cairncross (codenaam Liszt)

Peter Wright uitte in "Spycatcher" zijn vermoeden dat Roger Hollis, het hoofd van de MI5, de vijfde man was. Uit het Mitrochin-archief blijkt echter dat Cairncross de vijfde spion was.
De "Cambridge Five" is geen synoniem voor de Cambridge Spy Ring. De Cambridge Spy Ring is de aanduiding voor alle spionnen die in de jaren 1930 vanuit Cambridge door de Russische NKVD werden gerekruteerd. Naast genoemden (zonder Hollis) bestond deze uit Alan Nunn May, Leo Long en Michael Whitney Straight.

## Rekrutering

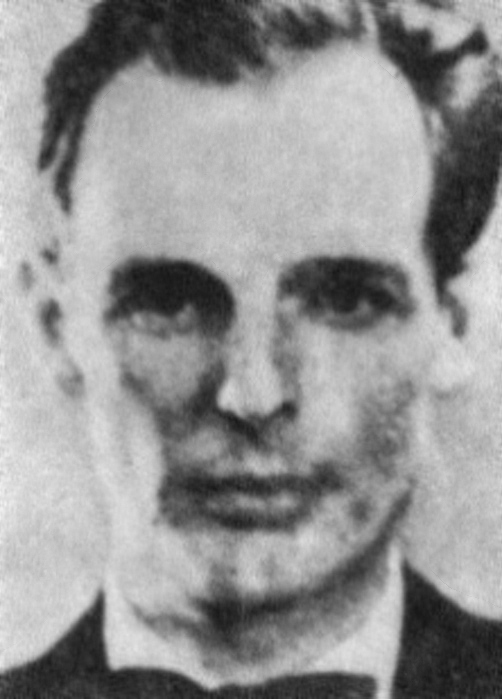
Donald Maclean

De naam "Cambridge Five" verwijst naar de "bekering" van de leden tot het communisme tijdens hun opleiding aan de Universiteit van Cambridge in de jaren 1930. Er is verschil van mening over het exacte moment waarop ze werden gerekruteerd door de inlichtingendienst van de Sovjet-Unie. Anthony Blunt beweerde dat ze pas na hun afstuderen werden gerekruteerd. Blunt, een "Fellow" van het Trinity College, was enkele jaren ouder dan Burgess, Maclean en Philby en keek uit naar talent om de personen in kwestie te rekruteren.

## Ontmaskering
Toen Philby op de Britse ambassade in Washington D.C. werkte, ontdekte hij dat de Britse en Amerikaanse geheime diensten – aan de hand van het materiaal uit Project Venona – zochten naar een mol met de codenaam Homer die had gewerkt op de ambassade. Hij ontdekte ook dat Maclean op de lijst verdachten stond. In eerste instantie richtte het onderzoek zich vooral op het lagere personeel; vooral de Britten konden zich niet voorstellen dat een diplomaat "King and country" zou verraden. 
In de vroege zomer van 1951 haalden Burgess en Maclean wereldwijd de voorpagina's toen zij verdwenen; hoewel Burgess niet verdacht werd, verdween ook hij. Er zijn aanwijzingen dat Burgess dacht Maclean alleen te begeleiden (omdat deze op de rand van een zenuwinzinking stond) en verwachtte terug te keren naar Engeland, maar eenmaal in Moskou werd tegengehouden door de KGB. Hoewel werd vermoed dat ze naar de Sovjet-Unie waren gevlucht, werd dat pas bevestigd toen ze in 1956 in Moskou een persconferentie gaven.
Het was duidelijk dat iemand hen gewaarschuwd had en Philby was hiervoor de belangrijkste verdachte, mede door zijn nauwe contacten met Burgess. Hoewel het onderzoek naar de rol van Philby diverse verdachte zaken opleverde, werd niets ontdekt waarvoor hij vervolgd zou kunnen worden. Toch werd hij gedwongen zijn taken binnen MI6 neer te leggen. Dit beëindigde de carrière van Philby in de inlichtingendiensten, terwijl voorheen werd gespeculeerd dat hij het wellicht zou kunnen schoppen tot hoofd van MI6.
In 1955 werd hij in de media genoemd als belangrijkste verdachte om de "Derde Man" te zijn en werden hierover vragen gesteld in het Lagerhuis. Tijdens een persconferentie ontkende Philby de beschuldigingen. Philby werd officieel van alle blaam gezuiverd door Harold Macmillan, de toenmalige minister van Buitenlandse Zaken. Later bleek dat dit een fout was op basis van onjuiste informatie en de inefficiëntie van de Britse geheime diensten.
Eind jaren 1950 ging Philby werken als journalist voor The Economist in het Midden-Oosten. In 1961 verschafte overloper Anatoliy Golitsyn informatie inzake de mol waarnaar de geheime diensten nog altijd zochten die in de richting van Philby wees. In 1963 werd John Nicholas Rede Elliott, een officier van MI5 en vriend van Philby in de tijd dat die nog bij MI6 werkte, naar Beiroet gestuurd om Philby te ondervragen. Uiteindelijk bekende Philby aan Elliott dat hij werkte voor de Sovjet-Unie. Kort daarna liep Philby over naar de Sovjet-Unie, kennelijk vanwege vrees in Libanon ontvoerd te worden.
Na het overlopen naar de Sovjet-Unie van Burgess en Maclean kwam ook Blunt onder verdenking te staan. Hij was langdurig bevriend met Burgess, vanaf hun periode op Cambridge. Blunt werd in 1952 door MI5 ondervraagd, maar verried daarin weinig tot niets. In januari 1964 ondervroeg Arthur Martin van MI5 Michael Straight (later eigenaar en uitgever van The New Republic en voorzitter van de National Endowment for the Arts), een Amerikaan die aan het Trinity College te Cambridge had gestudeerd en daar bevriend was geraakt met Blunt, Philby, Maclean en Burgess. Straight beweerde dat Blunt hem had geprobeerd te rekruteren voor spionage voor de Sovjets. Arthur Martin en Jim Skardon hadden Blunt 11 keer ondervraagd sinds 1951, maar Blunt had nooit iets toegegeven. 
Gewapend met het verhaal van Straight ondervroeg Martin Blunt nogmaals en nu legde deze een bekentenis af. Hij bekende een Sovjet-spion te zijn en noemde John Cairncross, Peter Ashby, Brian Symon en Leo Long als spionnen die hij had gerekruteerd. In ruil voor zijn volledige bekentenis stemde de Britse regering ermee in zijn rol als spion 15 jaar geheim te houden plus immuniteit voor vervolging. Kort hierna werd koningin Elizabeth II hierover geïnformeerd.